# Ligularia virgaurea
Ligularia virgaurea là một loài thực vật có hoa trong họ Cúc. Loài này được (Maxim.) Mattf. ex Rehder & Kobuski mô tả khoa học đầu tiên năm 1933.